# Reissner-Nordström-Wurmloch
In der Allgemeinen Relativitätstheorie ist ein Reissner–Nordström-Wurmloch eine Lösung der Einsteinschen Feldgleichungen, die aus der Reissner–Nordström-Metrik (welches geladene und nicht rotierende Schwarze Löcher beschreibt) durch Koordinatentransformation hervorgeht und topologisch als Wurmloch zwischen zwei verschiedenen Universen interpretiert werden kann. Anschaulich gesehen werden zwei äußere Reissner-Nordström-Lösungen am äußeren Ereignishorizont aneinandergeklebt. Optisch ist dieses daher nicht von einem Schwarzen Loch zu unterscheiden und praktisch nicht durchquerbar, da die benötigte Zeit dafür unendlich lang ist.
Die erste Beschreibung der Metrik eines Reissner–Nordström-Wurmloches wurde erstmals von Albert Einstein und Nathan Rosen am 1. Juli 1935 veröffentlicht.

## Geometrische Beschreibung
Die Reissner–Nordström-Metrik eines geladenen und nicht rotierenden Schwarzen Loches mit Masse {\displaystyle M} und Ladung {\displaystyle Q} ist gegeben durch:
{\displaystyle \mathrm {d} s^{2}=-\left(1-{\frac {r_{\mathrm {S} }}{r}}+{\frac {r_{\mathrm {Q} }^{2}}{r^{2}}}\right)c^{2}\mathrm {d} t^{2}+\left(1-{\frac {r_{\mathrm {S} }}{r}}+{\frac {r_{\mathrm {Q} }^{2}}{r^{2}}}\right)^{-1}\mathrm {d} r^{2}+r^{2}\mathrm {d} \Omega ^{2}},
mit
{\displaystyle r_{\mathrm {S} }={\frac {2GM}{c^{2}}}}
{\displaystyle r_{\mathrm {Q} }^{2}={\frac {GQ^{2}}{4\pi \varepsilon _{0}c^{4}}}}
{\displaystyle r_{\mathrm {S} }} ist der Schwarzschild-Radius. {\displaystyle r_{\mathrm {Q} }} wird charakteristischer Radius der Ladung genannt. Die Stellen, an denen die Reissner–Nordström-Metrik singulär wird, definieren zwei Ereignishorizonte:
{\displaystyle \left(1-{\frac {r_{\mathrm {S} }}{r}}+{\frac {r_{\mathrm {Q} }^{2}}{r^{2}}}\right){\stackrel {!}{=}}\;0\quad \Rightarrow \quad r_{\pm }={\frac {1}{2}}\left(r_{\mathrm {S} }\pm {\sqrt {r_{\mathrm {S} }^{2}-4r_{\mathrm {Q} }^{2}}}\right)}.
Der Radiusparameter {\displaystyle r} unterteilt die einzelnen Gebiete. Für {\displaystyle 0\leq r\leq r_{+}} ergibt sich die innere Metrik hinter dem äußeren Ereignishorizont, für {\displaystyle r=r_{+}} genau der äußere Ereignishorizont und für {\displaystyle r>r_{+}} die äußere Metrik. Die Aneinanderklebung zweier äußerer Reissner–Nordström-Metriken geschieht am äußeren Ereignishorizont unter Verwendung der Tatsache, dass negative Zahlen keine reelle und positive Zahlen zwei reelle Wurzeln haben. Die  umsetzende Transformation ist dann {\displaystyle u^{2}=r-r_{+}}. Für {\displaystyle u<0} ergibt sich das erste und für {\displaystyle u>0} das zweite Universum, wobei {\displaystyle u=0} ihre Verklebung bezeichnet.
Das Differential transformiert sich gemäß:
{\displaystyle \mathrm {d} r=2u\mathrm {d} u}.
Der radienabhängige Teil der Reissner–Nordström-Metrik transformiert sich wie folgt:
{\displaystyle 1-{\frac {r_{\mathrm {S} }}{r}}+{\frac {r_{\mathrm {Q} }^{2}}{r^{2}}}\rightarrow {\frac {u^{2}}{(u^{2}+r_{+})^{2}}}\left(u^{2}+{\sqrt {r_{\mathrm {S} }^{2}-4r_{\mathrm {Q} }^{2}}}\right)}.
Werden beide Resultate in die Reissner-Nordström-Metrik eingesetzt, ergibt sich die Metrik des Reissner-Nordström-Wurmloches zu:
{\displaystyle \mathrm {d} s^{2}=-{\frac {u^{2}}{(u^{2}+r_{+})^{2}}}\left(u^{2}+{\sqrt {r_{\mathrm {S} }^{2}-4r_{\mathrm {Q} }^{2}}}\right)c^{2}\mathrm {d} t^{2}+4(u^{2}+r_{+})^{2}\left(u^{2}+{\sqrt {r_{\mathrm {S} }^{2}-4r_{\mathrm {Q} }^{2}}}\right)^{-1}\mathrm {d} u^{2}+(u^{2}+r_{+})\mathrm {d} \Omega ^{2}}.

## Topologische Beschreibung
Die gewöhnliche Reissner–Nordström-Raumzeit ist topologisch der euklidische Raum {\displaystyle \mathbb {R} \times \mathbb {R} ^{3}}. Die Entfernung der inneren Lösung (insbesondere der zentralen Singularität) überführt diese topologisch in {\displaystyle \mathbb {R} \times (\mathbb {R} ^{3}\setminus \{0\})\cong \mathbb {R} \times \mathbb {R} ^{+}\times S^{2}}, was der Zerlegung in Zeit-, Radial- und Winkelkomponente entspricht. Die Verklebung zweier solcher Raumzeiten zu einem Reissner–Nordström-Wurmloch ist daher topologisch das Produkt {\displaystyle \mathbb {R} ^{2}\times S^{2}}.